# Melissa Horn
Astrid Melissa Edwarda Horn Weitzberg (født 8. april 1987) er en svensk folk/visesangerinde. Hun bruger kunstnernavnet Melissa Horn og synger på svensk. Melissa Horn formidler i mange af sine tekster ung og vanskelig kærlighed. Hendes sange akkompagneres ofte af hende selv på akustisk guitar eller piano.
Debutalbummet Långa nätter blev udgivet den 30. april 2008. Duetten Som jag hade dig förut son hun synger med Lars Winnerbäck bragte hende ind på Svensk top-10, ligesom singlerne "Långa Nätter" og "En Famn För Mig" udkom. Hendes 2. album Säg ingenting till mig, der udkom den 9. marts 2010 kom bl.a. ind på top-10 i både Norge og Sverige, mens det i Danmark foranledigede optrædener på Vega i maj 2010 og på SPOT Festival 2010 i Århus.
Hun er datter af den svenske vise- og jazz-sangerinde Maritza Horn (sv), der bl.a. har optrådt som kor i ABBA.

## Diskografi

### Studiealbum
- 2008 – Långa nätter (debutalbum)
- 2010 – Säg ingenting till mig
- 2011 – Innan jag kände dig
- 2013 - Om du vill vara med mig
- 2015 - Jag går nu